# Gnathia rathi
Gnathia rathi är en kräftdjursart som beskrevs av Brian Frederick Kensley 1984. Gnathia rathi ingår i släktet Gnathia och familjen Gnathiidae. Inga underarter finns listade i Catalogue of Life.